# Novaia Jizn
Novaia Jizn (em russo: Новая Жизнь, lit. "Nova Vida") foi o primeiro jornal do Partido Operário Social-Democrata Russo (POSDR). Apareceu em Petrogrado entre 27 de outubro e 3 de dezembro de 1905 (calendário juliano). Foram publicados um total de 28 números, o último dos quais de modo ilegal após ter sido interdita a publicação do jornal pelas autoridades tsaristas. 
O seu primeiro redator chefe foi Maksim Litvinov; e Lenin, Maksim Gorki, Anatoli Lunatcharski e outros estavam entre os seus redatores. O Novaia Zhizn teve uma tiragem de oitenta mil exemplares diários.